# Nancy Brilli
Nancy Brilli, née le 10 avril 1964 à Rome, est une actrice italienne.

## Biographie
Elle est à la fois d'origine italienne et ukrainienne.
Elle a épousé Luca Manfredi avec qui elle a eu un fils, Francesco, en 2000.

## Filmographie

### Au cinéma
- 1984 : Claretta de Pasquale Squitieri
- 1986 : Démons 2 (Demoni 2... L'incubo ritorna) de Lamberto Bava
- 1987 : Sotto il ristorante cinese de Bruno Bozzetto
- 1987 : Le Camping de la mort (Camping del terrore) de Ruggero Deodato
- 1988 : Compagni di scuola de Carlo Verdone
- 1989 : Légers quiproquos (Piccoli equivoci) de Ricky Tognazzi
- 1990 : Italia-Germania 4 a 3 d’Andrea Barzini
- 1992 : Tous les hommes de Sara (Tutti gli uomini di Sara), de Gianpaolo Tescari
- 1996 : Bruno aspetta in macchina de Duccio Camerini
- 2003 : Il Compagno americano de Barbara Barni
- 2007 : Natale in crociera de Neri Parenti - Francesca Zanchi
- 2008 : Un estate al mare de Carlo Vanzina
- 2009 : Ex de Fausto Brizzi
- 2010 : La vita è una cosa meravigliosa de Carlo Vanzina
- 2010 : Garçons contre filles (Maschi contro femmine) de Fausto Brizzi
- 2011 : Femmine contro maschi de Fausto Brizzi
- 2014 : Sapore di te de Carlo Vanzina - Elena Proietti

### À la télévision
- 1990 : Seul face au crime (Un cane sciolto) de Giorgio Capitani
- 1994 : Italian Restaurant, avec Gigi Proietti (feuilleton  télévisé)
- 1999 : Via Borromini (Commesse) de Giorgio Capitani (feuilleton télévisé) - Roberta Ardenzi
- 2002 : Via Borromini (Commesse 2) de Giorgio Capitani (feuilleton télévisé) - Roberta Ardenzi
- 2002 : Il Bello delle Donne , de Maurizio Ponzi - Vittoria Vicky Melzi
- 2004 : Madame de Salvatore Samperi

## Prix et distinctions notables
- Ruban d'argent de la meilleure actrice dans un second rôle en 1990 pour Légers quiproquos (Piccoli equivoci).
- David di Donatello de la meilleure actrice dans un second rôle en 1990 pour Légers quiproquos (Piccoli equivoci).